# 飾圈刺尾革單棘魨
飾圈刺尾革單棘魨為輻鰭魚綱魨形目鱗魨亞目單棘魨科的其中一種，為亞熱帶海水魚，分布於東印度洋澳洲南部及塔斯馬尼亞島海域，棲息深度1至40公尺，體長可達35公分，棲息在沿岸礁石區及海草床，生活習性不明。